# 1986 у кіно

## Список фільмів за касовими зборами у США у 1986 році
Десятка найкасовіших фільмів у США 1986 року мала такий вигляд:
| №   | Назва                          | Студія               | Касові збори |
| --- | ------------------------------ | -------------------- | ------------ |
| 1.  | Найкращий стрілець             | Paramount            | $176,781,728 |
| 2.  | Крокодил Данді                 | Paramount            | $174,803,506 |
| 3.  | Взвод                          | Orion Pictures       | $138,530,565 |
| 4.  | Малюк-каратист 2               | Columbia             | $115,103,979 |
| 5.  | Зоряний шлях 4: Подорож додому | Paramount            | $109,713,132 |
| 6.  | Знову в школу                  | Orion                | $91,258,000  |
| 7.  | Чужі                           | 20th Century Fox     | $86,160,248  |
| 8.  | Золота дитина                  | Paramount            | $79,817,937  |
| 9.  | Безжальні люди                 | Walt Disney Pictures | $71,624,879  |
| 10. | Вихідний день Ферріса Бюллера  | Paramount            | $70,136,169  |

## Фільми
- Біг Бен
- Близько півночі
- Блу-сіті
- Будинок
- В небезпечній близькості
- Взвод
- Горець
- Джинджер і Фред
- Джо Джо Танцюрист, життя кличе
- Додатковий прибуває на другу колію
- Загін «Дельта»
- Залізний орел
- Зубастики
- Жан де Флоретт
- Зустрічна смуга
- Ім'я троянди
- Капабланка
- Караюча сила
- Краще бути багатою і вродливою
- Леді Джейн
- Люксо-молодший
- Малюк-каратист 2
- Місія
- Найкращі часи
- Небесний замок Лапута
- Обладунки бога
- П'ятниця 13-е, частина 6: Джейсон живий
- Попутник
- Психо 3
- Синій оксамит
- Схід «Чорного Місяця»
- Той, хто йде у вогні
- У тилу ворога
- Чужі (фільм)

### УРСР
- І в звуках пам'ять відгукнеться...
- Кін-дза-дза!

## Персоналії

### Народилися
- 24 січня — Міша Бартон, американська кіноакторка, модель.
- 2 лютого — Джемма Артертон, англійська акторка.
- 3 квітня — Аманда Байнс, американська акторка, співачка і модельєрка.
- 17 червня — Венсан Ротьє, французький актор.
- 4 вересня — Александра Борбей, словацька й угорська акторка театру і кіно.
- 16 вересня — Алессандро Боргі, італійський актор.
- 2 жовтня — Камілла Белль, американська акторка.
- 4 жовтня — Сара Форестьє, французька акторка.
- 25 листопада — Кеті Кессіді, американська акторка, співачка і фотомодель

### Померли
- 2 січня — Уна Меркел, американська акторка.
- 14 січня — Донна Рід, американська акторка.
- 26 січня — Ельза Ланчестер, британська акторка.
- 26 лютого — Кінугаса Тейноске, японський актор, кінорежисер.
- 2 березня — Величко Юрій Олексійович, український радянський актор і режисер.
- 10 березня — Рей Мілланд, американський актор та режисер.
- 22 березня — Чарльз Старретт, американський кіноактор.
- 23 березня — Зуєва Анастасія Платонівна, російська радянська акторка театру та кіно.
- 30 березня — Джеймс Кегні, американський актор.
- 23 квітня — Отто Премінґер, американський режисер, продюсер і актор.
- 26 квітня — Бессі Лав, американська кіноакторка.
- 30 квітня — Роберт Стівенсон, англійський та американський кінорежисер.
- 8 травня — Трощановський Аркадій Федорович, український актор, режисер.
- 12 травня — Рижов Микола Іванович, радянський актор театру і кіно.
- 4 червня — Семянников Франціск Іванович, радянський український кінооператор.
- 6 липня — Сацький Олександр Степанович, український кінодраматург.
- 7 липня — Жеваго Іван Семенович, російський актор.
- 25 липня — Вінсент Міннеллі, американський режисер театру та кіно.
- 1 серпня — Шмарук Ісак Петрович, радянський, український кінорежисер.
- 6 серпня — Еміліо Фернандес, мексиканський актор, кінорежисер і сценарист.
- 17 серпня — Євстигнєєва Лілія Дмитрівна, радянська акторка театру і кіно.
- 23 серпня:
  - Кузнецов Михайло Артемович, російський актор.
  - Таршин Олексій Михайлович, український актор.
- 6 вересня — Кожевников Олексій Олександрович, радянський російський актор.
- 22 вересня — Пищиков Олександр Кузьмич, радянський і український кінооператор-постановник.
- 23 вересня — Максимова Олена Олександрівна, російська радянська кіноакторка.
- 27 вересня — Єва Рутткаї, угорська акторка.
- 2 жовтня — Радчук Федір Іванович, актор.
- 4 жовтня — Максимова Антоніна Михайлівна, радянська і російська акторка театру і кіно.
- 5 жовтня — Гал Б. Волліс, американський кінопродюсер.
- 14 жовтня — Кінан Вінн, американський актор.
- 5 листопада — Бібіков Борис Володимирович, російський актор, режисер, педагог.
- 17 листопада — Кенігсон Володимир Володимирович, радянський актор кіно і театру.
- 29 листопада — Кері Грант, американський актор англійського походження.
- 1 грудня — Тимошенко Юрій Трохимович, український радянський актор
- 10 грудня — Сьюзен Кебот, американська акторка кіно, театру та телебачення.
- 28 грудня — Чемодуров Анатолій Володимирович, російський актор, режисер.
- 29 грудня — Тарковський Андрій Арсенійович, радянський актор, кінорежисер і сценарист.